# ファストイエローAB
ファストイエローAB(Fast Yellow AB)は、アゾ色素である。かつて食品添加物として使われており、E番号はE105である。しかし、毒物学的データから有害であることが示されたため、現在ではヨーロッパでもアメリカ合衆国でも使用は禁止されている。E105は、非アトピー性喘息に関わっている。